# Michael Billington (scrittore)
Michael Keith Billington (Leamington Spa, 16 novembre 1939) è un critico teatrale e biografo britannico.

## Biografia
Dopo la laurea al St Catherine's College dell'Università di Oxford, Billington cominciò a lavorare come critico teatrale e Liverpool per il Liverpool Echo. Dal 1962 al 1964 lavorò come addetto stampa per la Lincoln Theatre Company nel Lincolnshire, mentre dal 1965 al 1971 lavorò come critico televisivo, teatrale e cinematografico per The Times. Nell'ottobre 1971 lasciò il Times per diventare il critico teatrale di The Guardian, un ruolo che avrebbe ricoperto per quarantotto anni prima di ritirarsi nel dicembre 2019. La sua lunga carriera con The Guardian gli ha assicurato il titolo di "critico teatrale più longevo" del Regno Unito.
A partire dagli anni 80 cominciò a lavorare anche come corrispondente estero per il mondo dell'arte londinese per The New York Times. Ha anche tenuto corsi di storia e critica del teatro presso l'Università della Pennsylvania ed il King's College London, oltre a tenere conferenze a Yale e all'Università di Leeds. È anche l'autore di diverse monografie e biografie sul teatro britannico e figure ad esso legate, tra cui l'attrice Peggy Ashcroft e i drammaturghi Tom Stoppard e Alan Ayckbourn; è inoltre il biografo ufficiale del Premio Nobel Harold Pinter. Ha occasionalmente lavorato come regista teatrale, dirigendo, tra gli altri, allestimenti di opere di Pierre de Marivaux e Pinter.
È sposato con Jeanine Bradlaugh dal 1978 e la coppia ha avuto una figlia.

## Opere
- The Modern Actor. Londra: Hamilton, 1973. ISBN 978-0-241-02094-4
- How Tickled I Am: A Celebration of Ken Dodd. Londra: Elm Tree Books, 1977. ISBN 978-0-241-89345-6
- Alan Ayckbourn. Londra: Macmillan, 1984. ISBN 978-0-394-62051-0
- Stoppard: The Playwright. Londra: Methuen, 1987. ISBN 978-0-413-45860-5
- Peggy Ashcroft. Londra: John Murray, 1988. ISBN 978-0-7195-4436-1
- Approaches to Twelfth Night. Londra: Nick Hern Books, 1990. ISBN 978-1-85459-007-7
- One Night Stands: A Critic's View of British Theatre 1971–1991. Londra: Nick Hern Books, 1993. ISBN 978-1-85459-185-2
- The Life and Work of Harold Pinter. Londra: Faber and Faber, 1996. ISBN 978-0-571-17103-3
- Stage and Screen Lives. Londra: Oxford University Press, 2001. ISBN 978-0-19-860407-5
- Harold Pinter. Londra: Faber and Faber, 2007. ISBN 978-0-571-17103-3.
- State of the Nation: British Theatre since 1945. Londra: Faber and Faber, 2007. ISBN 978-0-571-21034-3